# لهستان کوچک
لهستان کوچک، که گاه با نام لهستانی مالوپولسکا (لهستانی: Małopolska) نیز شناخته می‌شود، منطقه‌ای تاریخی واقع در جنوب و جنوب شرق لهستان است. پایتخت و بزرگ‌ترین شهر آن کراکوف نام دارد. لهستان کوچک در طول سده‌ها، فرهنگ جداگانه‌ای با معماری، لباس محلی، رقص، غذا، سنت و گویشی نادر توسعه داده‌است. این منطقه سرشار از آثار تاریخی، بناها، قلعه‌ها و مناظر طبیعی زیباست.